# Eerste klasse 1904-05 (voetbal België)
Het seizoen 1904/05 van de Belgische Eerste Klasse was het tiende officieel seizoen van de hoogste Belgische voetbalklasse. De officiële benaming destijds was Division d'Honneur of Eere Afdeeling.
In tegenstelling tot vorig seizoen bestond het kampioenschap niet uit twee reeksen, maar opnieuw uit één enkele reeks, die 11 ploegen telde. Union Saint-Gilloise veroverde zijn tweede landstitel, de tweede op rij.

## Gepromoveerde teams
Er was na vorig seizoen geen promotiesysteem, de ereafdeling bestond uit dezelfde clubs als het jaar er voor, op Olympia Club de Bruxelles na dat in een lagere reeks ging spelen. Er waren geen nieuwe clubs bij gekomen.

## Degraderende teams
Na het seizoen verdween Athletic & Running Club de Bruxelles uit de hoogste reeks. Door een gebrek aan spelers moest de ploeg zich terugtrekken. De club eindigde dit seizoen als laatste zonder één overwinning.

## Clubs
Volgende elf clubs speelden in 1904/05 in Eerste Klasse. De nummers komen overeen met de plaats in de eindrangschikking:
| # kaart | Stam- nummer | Club                                 | Plaats              | Stadion                                                         | # seiz. 1e klasse |
| ------- | ------------ | ------------------------------------ | ------------------- | --------------------------------------------------------------- | ----------------- |
| 1       | 10           | Union Saint-Gilloise                 | Ukkel               | terrein Kersbergstraat (tegenwoordig Alphonse Asselbergsstraat) | 4e                |
| 2       | 6            | Racing Club de Bruxelles             | Ukkel               | Stade du Vivier d'Oie (nr 10 op kaartje)                        | 10e               |
| 3       | 3            | FC Brugeois                          | Brugge              | "Het Ratteplein" in de Sint-Baafs-wijk                          | 8e                |
| 4       | 4            | FC Liégeois                          | Luik                | terrein op het Champ d'Oiseaux in de wijk Cointe                | 10e               |
| 5       | 2            | Daring Club de Bruxelles             | Sint-Jans-Molenbeek | terrein aan de Jetse Steenweg 501                               | 2e                |
| 6       | 13           | Beerschot AC                         | Antwerpen           | terrein op het Kiel                                             | 5e                |
| 7       | 8            | CS Verviétois                        | Verviers            | ?                                                               | 5e                |
| 8       | 12           | CS Brugeois                          | Brugge              | terrein vlak bij de Smedenpoort                                 | 6e                |
| 9       | 5            | Léopold Club de Bruxelles            | Ukkel               | Brugmanpark (nr 23 op kaartje)                                  | 10e               |
| 10      | 1            | Antwerp FC                           | Antwerpen           | terrein aan de Kruisstraat op het Kiel                          | 9e                |
| 11      | --           | Athletic & Running Club de Bruxelles | Ukkel               | ?                                                               | 9e                |

## Eindstand
|    |    |                                      | P  | W  | G | V  | +  | -   | DS   | Ptn |
| -- | -- | ------------------------------------ | -- | -- | - | -- | -- | --- | ---- | --- |
| K  | 1  | Union Saint-Gilloise                 | 20 | 17 | 1 | 2  | 83 | 12  | 71   | 35  |
|    | 2  | Racing Club de Bruxelles             | 20 | 13 | 4 | 3  | 76 | 25  | 51   | 30  |
|    | 3  | FC Brugeois                          | 20 | 13 | 2 | 5  | 63 | 26  | 37   | 28  |
|    | 4  | FC Liégeois                          | 20 | 13 | 1 | 6  | 48 | 29  | 19   | 27  |
|    | 5  | Daring Club de Bruxelles             | 20 | 11 | 2 | 7  | 44 | 33  | 11   | 24  |
|    | 6  | Beerschot AC                         | 20 | 9  | 2 | 9  | 47 | 43  | 4    | 20  |
|    | 7  | CS Verviétois                        | 20 | 8  | 0 | 12 | 43 | 68  | -25  | 16  |
|    | 8  | CS Brugeois                          | 19 | 6  | 3 | 10 | 33 | 40  | -7   | 15  |
|    | 9  | Léopold Club de Bruxelles            | 20 | 6  | 2 | 12 | 40 | 60  | -20  | 14  |
|    | 10 | Antwerp FC                           | 19 | 4  | 1 | 14 | 28 | 58  | -30  | 9   |
| GD | 11 | Athletic & Running Club de Bruxelles | 20 | 0  | 0 | 20 | 5  | 116 | -111 | 0   |

P: wedstrijden gespeeld, W: wedstrijden gewonnen, G: gelijke spelen, V: wedstrijden verloren, +: gescoorde doelpunten, -: doelpunten tegen, DS: doelsaldo, Ptn: totaal punten
K: Kampioen, GD: geen deelname volgend seizoen

## Uitslagentabel
|                                      |     | ANT   | BEE   | CSB   | FCB | ARB   | DAR   | LEO   | RCB   | USG   | LUI   | VER   |
| Antwerp FC                           | ANT | X     | 2-3   | 0-3   | 1-4 | 5-0ff | 0-2   | 1-1   | 3-1   | 0-2   | 1-4   | 2-3   |
| Beerschot AC                         | BEE | 5-2   | X     | 6-0   | 0-3 | 5-0ff | 0-2   | 2-1   | 2-1   | 0-1   | 2-5   | 2-3   |
| CS Brugeois                          | CSB | ---   | 1-1   | X     | 2-5 | 5-0ff | 1-2   | 6-0   | 0-2   | 0-3   | 0-0   | 0-2   |
| FC Brugeois                          | FCB | 4-0   | 2-2   | 5-0   | X   | 5-0ff | 6-1   | 5-0ff | 1-2   | 0-4   | 0-1   | 5-3   |
| Athletic & Running Club de Bruxelles | ARB | 0-5ff | 0-5ff | 1-6   | 0-7 | X     | 0-4   | 2-8   | 0-5ff | 0-5ff | 0-5ff | 1-4   |
| Daring Club de Bruxelles             | DAR | 4-0   | 2-1   | 1-1   | 2-1 | 5-0ff | X     | 4-1   | 4-4   | 1-3   | 0-2   | 5-0   |
| Léopold Club de Bruxelles            | LEO | 0-6   | 2-3   | 1-4   | 0-3 | 8-1   | 3-1   | X     | 3-3   | 0-5   | 4-3   | 5-0   |
| Racing Club de Bruxelles             | RCB | 7-0   | 3-2   | 3-0   | 1-1 | 14-0  | 2-0   | 2-1   | X     | 1-3   | 5-0   | 5-0ff |
| Union Saint-Gilloise                 | USG | 5-0ff | 2-3   | 5-0ff | 6-0 | 5-0ff | 5-0ff | 1-2   | 2-2   | X     | 4-0   | 11-2  |
| FC Liégeois                          | LUI | 3-0   | 5-0ff | 2-1   | 0-2 | 5-0ff | 3-2   | 3-0   | 1-4   | 1-4   | X     | 3-0   |
| CS Verviétois                        | VER | 6-0   | 6-3   | 1-3   | 0-2 | 5-0ff | 0-2   | 5-0ff | 2-9   | 0-7   | 0-2   | X     |

## Topscorer
| Scorer         | Goals | Team        | Land   |
| -------------- | ----- | ----------- | ------ |
| Robert De Veen | ?     | FC Brugeois | België |

1895/96 · 1896/97 · 1897/98 · 1898/99 · 1899/00 · 1900/01 · 1901/02 · 1902/03 · 1903/04 · 1904/05 · 1905/06 · 1906/07 · 1907/08 · 1908/09 · 1909/10 · 1910/11 · 1911/12 · 1912/13 · 1913/14 · 1914/15 · 1915/16 · 1916/17 · 1917/18 · 1918/19 · 
1919/20 · 1920/21 · 1921/22 · 1922/23 · 1923/24 · 1924/25 · 1925/26 · 1926/27 · 1927/28 · 1928/29 · 1929/30 · 1930/31 · 1931/32 · 1932/33 · 1933/34 · 1934/35 · 1935/36 · 1936/37 · 1937/38 · 1938/39 · 1939/40 · 1940/41 · 1941/42 · 1942/43 · 1943/44 · 1944/45 · 1945/46 · 1946/47 · 1947/48 · 1948/49 · 1949/50 · 1950/51 · 1951/52 · 1952/53 · 1953/54 · 1954/55 · 1955/56 · 1956/57 · 1957/58 · 1958/59 · 1959/60 · 1960/61 · 1961/62 · 1962/63 · 1963/64 · 1964/65 · 1965/66 · 1966/67 · 1967/68 · 1968/69 · 1969/70 · 1970/71 · 1971/72 · 1972/73 · 1973/74 · 1974/75 · 1975/76 · 1976/77 · 1977/78 · 1978/79 · 1979/80 · 1980/81 · 1981/82 · 1982/83 · 1983/84 · 1984/85 · 1985/86 · 1986/87 · 1987/88 · 1988/89 · 1989/90 · 1990/91 · 1991/92 · 1992/93 · 1993/94 · 1994/95 · 1995/96 · 1996/97 · 1997/98 · 1998/99 · 1999/00 · 2000/01 · 2001/02 · 2002/03 · 2003/04 · 2004/05 · 2005/06 · 2006/07 · 2007/08 · 2008/09 · 2009/10 · 2010/11 · 2011/12 · 2012/13 · 2013/14 · 2014/15 · 2015/16 · 2016/17 · 2017/18 · 2018/19 · 2019/20 · 2020/21· 2021/22 · 2022/23 · 2023/24 · 2024/25